# Sorin Stati
Sorin Stati (n. 1 februarie 1932, București, România – d. 16 ianuarie 2008, Paris, Franța) a fost un lingvist român. S-a stabilit în Italia în 1971 unde obține cetățenia italiană (1978).
Absolvent al Facultății de Filologie a Universității București, secția "filologie clasică", în 1954. Din 1954 este pe rând  asistent, lector, conferențiar și profesor la Facultatea de Filologie a Universității din București, unde conduce și Catedra (Departamentul) de lingvistică generală și filologie clasică. Este trimis în Italia să predea limba română și ia decizia de a nu se mai întoarce în țară. 
Doctor în filologie la Universitatea București, titlu obținut în 1967 cu o teză de lingvistică generală ("Sistemul sintactic al limbii"), publicată la Editura Academiei Române sub titlul "Teorie și metodă în sintaxă" și tradusă în limba italiană ("Teoria e metodo nella sintassi", Bologna, Il Mulino, 1972). Predă limba și literatura română la Facultatea din Padova, Messina și ține cursuri la Facultatea de Litere din Veneția. 
Din 1978 este profesor la Facultatea de Litere și Filosofie din Bolgna, a fost Visiting profesor la Universitățile din Paris, Aarhus, Lund, Innsbruck și Lugano. 
Doctorat de stat, cu mențiunea "très honorable", la Universitatea Sorbona (Paris) în 1978, cu o teză intitulată "Le système sémantique des adjectifs dans les langues romanes", ulterior publicată la Paris (editura Jean Fayard, 1979). În 1993 a fost ales membru de onoare al Academiei Române. După 1990 a colaborat la redactarea "Dicționarului limbii române", "Dicționarului ortoepic și de punctuație" și "Gramaticii limbii române" și a fost cercetător la Institutul de Lingvistică al Academiei Române. Membru de onoare al Academiei Române din 1993. A fost președinte (onorific din 2005) al International Association for the Study of Dialogue. A fost o vreme director al Institului de Lingvistică Semiotică din Bologna. 
Este înmormântat în Cimitirul  Père Lachaise. 

## Opera (selectivă)
- 1961: Limba latină în inscripțiile din Dacia și Sciția Minor (în colaborare cu Radu Florescu), București, 1961.
- 1962: Dicționar latin - romîn (cu Rodica Ocheșanu, Liliana Macarie, N. Ștefănescu)
- 1963: Dicționar ceh-român (cu Jirí Felix,  et al.).
- 1964: Cuvinte românești. O poveste a vorbelor.
- 1966: Introducere în lingvistica matematică (cu Marcus, Solomon / Nicolau, Edmond), tradusă în italiană și spaniolă.
- 1967: Teorie și metodă în sintaxă.
- 1967: Călătorie lingvistică în țara muzelor.
- 1968: Limbaj, logică, filozofie (culegere de texte, cu Solomon Marcus, Cornel Popa, Gheorghe Enescu, Alexandru Boboc).
- 1970: Analize sintactice și stilistice (cu Bulgăr, G.).
- 1971: Interferențe lingvistice.
- 1971: Introduzione alla linguistica matematica. (Traducere în limba italiană a lucrării din 1966).
- 1971: Tratat de lingvistică generală (cu Alexandru  Graur,  Lucia Wald).. București, 1971.
- 1972: Teoria e metodo nella sintassi. (Traducere în italiană a lucrării din 1967).
- 1972: Elemente de analiză sintactică.
- 1972: Educație și limbaj.
- 1973: Douăzeci de scrisori despre limbaj.
- 1974: Il significato della parole.
- 1974: Dizionario italiano-romeno e romeno-italiano (cu Stati, Yvonne).
- 1976: La sintassi.
- 1977: Teorie sintattiche del Novecento.
- 1978: Manuale di semantica descrittiva.
- 1978: Introducción en la lingüística matematica. (Traducere în limba spaniolă a lucrării din 1966)
- 1979: La sémantique des adjectifs en langues romanes.
- 1979: La sintaxis. (Traducere în spaniolă a lucrării din 1976)
- 1982: Il dialogo, Considerazioni di linguistica pragmatica.
- 1985: Editor (cu Ducos, G.) al: Actes du XI Colloque de linguistique fonctionnelle, Bologne 1984.
- 1985: Cinque miti della parola. Lezioni di lessicologia testuale.
- 1990: Le transphrastique.
- 1992: Editor (cu Hundsnurscher, F/Weigand, E.) al: Dialoganalyse III. Referate der 3. Arbeitstagung Bologna 1990, 2 vol.
- 1993: Editor (cu Weigand, E.) al: Methodologie der Dialoganalyse.
- 2002: Principi di analisi argomentativa, Pàtron.

## Volume în onoarea sa
- Dialogue: state of the art : studies in memory of Sorin Stati, LINCOM Europa, Muenchen, 2012
- Perspectives on language use and pragmatics : a volume in memory of Sorin Stati. LINCOM, Muenchen, 2010
- Dialogue Analysis: Units, relations and strategies beyond the sentence : Contributions in honour of Sorin Stati's 65th birthday, De Gruyter, 2011
- Word meaning in argumentative dialogue : proceedings of the IADA Workshop : Milan 2008, 15-17 May : Homage to Sorin Stati, Educatt, Milano, 2009
- Hommage au professeur Sorin Stati, București, Editura Academiei, 1997
- Alina Mușat Popovici, A fost odată un om ... Sorin Stati, Editura Amurg Sentimental, 2011
- Liliana Ionescu-Ruxăndoiu, Liliana Hoinărescu, Dialog, discurs, enunț : in memoriam Sorin Stati, Editura Universităii din București, 2010